# The Platinum Collection (Pino Daniele)
The Platinum Collection è la nona raccolta del cantautore italiano Pino Daniele, pubblicata nel 2004. 

## Tracce
CD 1
1. Napule è
2. Basta 'na jurnata e sole
3. I Say i sto cca
4. Quanno chiove
5. A me me piace 'o blues
6. 'Na tazzulella 'e cafè
7. Je sto vicino a te
8. Je so' pazzo
9. Che calore
10. ...E cerca 'e me capi'
11. Putesse essere allero
12. Chillo è nu buono guaglione
13. Chi tene 'o mare
14. Il mare
15. Viento
16. Voglio di più
17. Musica musica
18. Ue man!
19. Cammina cammina
20. Appocundria
21. Terra mia
22. A testa in giù

CD 2
1. Yes I Know My Way
2. Puorteme a casa mia
3. Tutta n'ata storia
4. Io vivo come te
5. Keep on Movin'
6. E so' cuntento 'e sta'
7. Allegria
8. Notte che se ne va
9. Ma che ho
10. Un giorno che non va
11. Bella 'mbriana
12. I Got the Blues
13. E pò che fa
14. Annaré
15. Viento 'e terra
16. Sarà
17. Gesù Gesù
18. Che ore so
19. Disperazione

CD 3
1. Quando
2. 'O scarrafone
3. Gente distratta
4. Che Dio ti benedica
5. Jesce juorno
6. Anna verrà
7. Carte e cartuscelle
8. Un uomo in blues
9. 'O cammello 'nnammurato
10. Io per lei
11. Femmena
12. Che male c'è
13. Sicily
14. Stress
15. Se mi vuoi
16. Senza peccato
17. O ssaje comme fa 'o core